# Jugendbeauftragter
Der Jugendbeauftragte ist eine in einer Körperschaft oder Organisation Gemeindeverwaltungen geschaffene besondere Stelle oder Person, die sich um Belange von Kindern und Jugendlichen kümmert und diesen als Ansprechpartner dient.

## Beispiele als Weblinks
- Beschreibung des Jugendbeauftragten der Stadt Kamen auf der Seite der Stadt Kamen, abgerufen am 26. Juni 2019
- Beschreibung der Jugendbeauftragten in den Pfarreien des Bistums Essen, abgerufen am 26. Juni 2019
- Beschreibung des Jugendbeauftragten des THW Traunstein, abgerufen am 26. Juni 2019
- Beschreibung zu Kinder- und Jugendbeauftragten im Kanton St. Gallen auf der Seite des Kantons St. Gallen, abgerufen am 26. Juni 2019